# Richard Brautigan
Richard Gary Brautigan (ur. 30 stycznia 1935 w Tacoma, Waszyngton, zm. we wrześniu 1984 w Bolinas, Kalifornia) – amerykański pisarz i poeta.
Około połowy lat 50. XX w. przeniósł się do San Francisco w Kalifornii i związał się z Beat Generation. W późnych latach 60. zaczął zyskiwać popularność, zwłaszcza w kręgach kontrkulturowych. W latach 1966–1967 był poetą domowym (Poet-in-Residence) w California Institute of Technology. Jego największy sukces to przetłumaczona na wiele języków „kultowa” powieść Łowienie pstrągów w Ameryce. Jego późniejsze teksty nie odniosły już takiego sukcesu. W 1984 popełnił samobójstwo.

## Dzieła
- The Second Kingdom – 1956, poezje
- The Return of the Rivers – 1957, poezje
- The Galilee Hitch-Hiker – 1958, poezje
- Lay the Marble Tea – 1959, poezje
- The Octopus Frontier – 1960, poezje
- A Confederate General from Big Sur – 1964, powieść
- Łowienie pstrągów w Ameryce (Trout Fishing in America) – 1967, powieść
- All Watched Over by Machines of Loving Grace – 1967, poezje
- Please Plant This Book – 1968, poezje
- In Watermelon Sugar – 1968, powieść
- The Pill Versus the Springhill Mine Disaster – 1968, poezje
- Rommel Drives On Deep into Egypt – 1970, poezje
- The Abortion: An Historical Romance 1966 – 1971, powieść
- The Revenge of the Lawn – 1971, opowiadanie
- Potwór profesora Hawkline'a (The Hawkline Monster) – 1974, powieść
- Willard and His Bowling Trophies – 1975, powieść
- Loading Mercury with a Pitchfork – 1976, poezje
- Upadek Sombrera (Sombrero Fallout: A Japaneese Novel) – 1976, powieść
- Dreaming of Babylon – 1977, powieść
- June 30th, June 30th – 1978, poezje
- The Tokyo-Montana Express – 1979, opowiadanie
- So the Wind Won’t Blow It All Away – 1984, powieść
- An Unfortunate Woman – wyd. 1994, powieść